# Michael Diers
Michael Diers (* 15. März 1950 in Werl, Westfalen) ist ein deutscher Kunsthistoriker und Hochschullehrer in Hamburg und Berlin.

## Leben und Wirken
Diers studierte Kunstgeschichte, Literaturwissenschaft und Philosophie in Münster und an der Universität Hamburg, wo er 1990 mit einer Studie über Aby Warburg promoviert wurde. Ebendort habilitierte er sich 1994. Von 1990 bis 1992 war er Wissenschaftlicher Mitarbeiter am Kulturwissenschaftlichen Institut des 2008 aufgelösten Wissenschaftszentrums Nordrhein-Westfalen in Essen, anschließend Wissenschaftlicher Mitarbeiter der Forschungsstelle „Politische Ikonographie“ am Kunstgeschichtlichen Seminar der Universität Hamburg. 1994 bis 1999 war er Hochschuldozent am Kunsthistorischen Seminar der Friedrich-Schiller-Universität Jena und von 1999 bis 2004 wissenschaftlicher Mitarbeiter und Dozent am Kunstgeschichtlichen Seminar der Humboldt-Universität zu Berlin, wo er von 2000 bis 2002 auch als Geschäftsführender Direktor amtierte. Von April 2004 bis zu seiner Emeritierung war Michael Diers Professor für Kunst- und Bildgeschichte an der Hochschule für bildende Künste Hamburg und außerplanmäßiger Professor für Kunstgeschichte an der Humboldt-Universität. Er war Fellow am IKKM (Weimar), am Deutschen Forum für Kunstgeschichte (Paris), am Bard College Center (New York), am Deutschen Studienzentrum Venedig (Venedig) und am Getty Research Institute (Los Angeles, 2017/18). Weiterhin ist er freiberuflich als Kritiker und Ausstellungsmacher tätig. Als freier Autor schreibt Diers für die Frankfurter Allgemeine Zeitung, die Süddeutsche Zeitung, die Neue Zürcher Zeitung, Die Zeit und Die Tageszeitung.
Seine Lehre und Forschung als Kunsthistoriker folgen der Devise einer Neonskulptur von Maurizio Nannucci aus dem Jahr 1999: „All art has been contemporary“. Zu seinen Forschungsschwerpunkten zählen die Kunst der Renaissance, der Moderne und der Gegenwart mit Schwerpunkten in den Bereichen Fotografie, Film und neue Medien, politische Ikonographie, Kunst-, Bild- und Medientheorie sowie Wissenschaftsgeschichte.
Von 1991 bis 2001 war Diers zunächst Mit-, dann Alleinherausgeber der Taschenbuchreihe „kunststück“ im Fischer Taschenbuch Verlag, in der über 100 Werkmonographien erschienen sind. Er war von 2005 bis 2007 Herausgeber der Reihe FUNDUS-Bücher im Verlag Philo Fine Arts, Hamburg. Er ist Mitherausgeber der Studienausgabe Aby Warburg, Gesammelte Schriften und war von 2004 bis 2016 Mitherausgeber der Humboldt-Schriften zur Kunst- und Bildgeschichte.

## Schriften (Auswahl)

### Monographien
- Warburg aus Briefen. Kommentare zu den Kopierbüchern der Jahre 1905–1918. Weinheim 1991.
- Schlagbilder. Zur politischen Ikonographie der Gegenwart. Frankfurt/M. 1997.
- Fotografie Film Video. Beiträge zu einer kritischen Theorie des Bildes. Hamburg 2006.
- Vor aller Augen. Studien zu Kunst, Bild und Politik. Paderborn 2016.
- Mary Warburg. Porträt einer Künstlerin. Leben | Werk, München 2020 (gemeinsam mit Bärbel Hedinger).
- Gegen den Strich. Die Kunst und ihre politischen Formen. Berlin 2023.
- Auf offener Straße. "Irpin, nahe Kiew". Eine Fotografie von Lynsey Addario. Berlin 2024 (Schlaufen Verlag, Reihe "Bildfäden").

### Als Herausgeber
- Porträt aus Büchern. Bibliothek Warburg & Warburg Institute, Hamburg – 1933 – London. Hamburg 1993.
- Mo(nu)mente. Formen und Funktionen ephemerer Denkmäler. Weinheim 1995.
- Martin Warnke, Nah und fern zum Bilde. Beiträge zu Kunst und Kunsttheorie. Köln 1997.
- Aby Warburg, Gesammelte Schriften. Studienausgabe. Bd. I,1.2 (= Reprint der zweibändigen Ausgabe Leipzig/Berlin 1932), neu hg. und eingeleitet (gemeinsam mit Horst Bredekamp), Berlin 1998.
- „Der Bevölkerung“. Aufsätze und Dokumente zur Debatte um das Reichstagsprojekt von Hans Haacke. Köln 2000 (gemeinsam mit K. König).
- Topos RAUM. Die Aktualität des Raumes in den Künsten der Gegenwart. Berlin und Nürnberg 2005 (gemeinsam mit R. Kudielka, A. Lammert u. G. Mattenklott).
- Dissimulazione onesta oder Die ehrliche Verstellung. Von der Weisheit der versteckten Beunruhigung in Wort, Bild und Tat. Martin Warnke zu Ehren. Ein Symposium. Hamburg 2007 (gemeinsam mit H. Bredekamp, R. Tesmar u. F.-J. Verspohl).
- Topos Atelier. Werkstatt und Wissensform. Berlin 2010 (gemeinsam mit Monika Wagner).
- Das Interview. Formen und Foren des Künstlergesprächs. Hamburg 2011 (gemeinsam mit Lars Blunck, Hans Ulrich Obrist).
- Max Liebermann: Die Kunstsammlung. Von Rembrandt bis Manet. München 2013 (gemeinsam mit Bärbel Hedinger und Jürgen Müller).
- Focus on BLOW-UP. Die Gegenwart der Bilder bei Antonioni. Hamburg 2018 (gemeinsam mit Denis Grünemeier und Beat Wyss).
- O Superman. Gedanken über Film, Kunst, Politik (und Lehre). Hamburg 2019.
- Aby Warburg, Briefe (Gesammelte Schriften, Studienausgabe, Bde. V.1–2). Berlin 2021 (gemeinsam mit Steffen Haug und Thomas Helbig).

### Aufsätze
- (Nach-)Lebende Bilder. Praxisformen klassizistischer Kunsttheorie. In: D. Burdorf und W. Schweickard (Hrsg.): Die schöne Verwirrung der Phantasie. Antike Mythologie in Literatur und Kunst um 1800, Tübingen 1998, S. 175–205.
- „Infinite conversation“ or the Interview as an Art Form. In: Hans-Ulrich Obrist: Interviews. Bd. I, hg. von Thomas Boutoux, Mailand 2003, S. 13–25.
- Dis/Tanzraum. Ein kunsthistorischer Versuch über die politische Ikonographie von Pina Bauschs „Le Sacre du Printemps“. In: G. Brandstetter und G. Klein (Hrsg.): Methoden der Tanzwissenschaft. Modellanalysen zu Pina Bauschs „Le Sacre du Printemps“, Bielefeld 2007, S. 215–238.
- Der Autor ist im Bilde. Idee, Form und Geschichte des Dichter- und Gelehrtenporträts. In: Jahrbuch der deutschen Schillergesellschaft, Bd. LI, 2007, S. 551–586.
- Atlas und Mnemosyne. Von der Praxis der Bildtheorie bei Aby Warburg. In: K. Sachs-Hombach (Hrsg.): Bildtheorien. Anthropologische und kulturelle Grundlagen des Visualistic Turn, Frankfurt/M. 2009, S. 181–213.
- Germania a margine. The German Pavilion in Venice and the Interventions of Art – An Historical Survey. In: E. aus dem Moore, Ursula Zeller (Hrsg.): Germany’s Contributions to the Venice Biennale 1885–2007, Köln 2009, S. 33–53.
- Die doppelte (Ent-)Täuschung. Bilder nach Bildern bei Thomas Demand. In: Täuschend echt. Illusion und Wirklichkeit in der Kunst. Ausst. Kat., bearb. von B. Hedinger, Bucerius Kunst Forum Hamburg, München 2010, S. 52–59.
- Ein Scherbengericht. Zur politischen Ikonographie von Heinrich von Kleists Lustspiel „Der Zerbrochne Krug“. In: A. Honold, R. Simon (Hrsg.): Das erzählende und das erzählte Bild, München 2010, S. 193–216.
- Mode im Bild, Modus des Bildes. In: Philipp Zitzlsperger (Hrsg.): Kleidung im Bild. Zur Ikonologie dargestellter Gewandung. Emsdetten/Berlin 2010, S. 195–211.
- Bande à part. Die Außenseite(r) der Kunstgeschichte: G. Simmel, C. Einstein, S. Kracauer, M. Raphael, W. Benjamin und R. Arnheim. In:  H. Bredekamp, A. S. Labuda (Hrsg.): In der Mitte Berlins. 200 Jahre Kunstgeschichte an der Humboldt-Universität. Berlin 2010, S. 273–292.
- Das Gebäude als Attribut der Person. Street View vor den Zeiten von Google: Eine kleine Geschichte der Stadtansicht aus Anlass eines aktuellen Bilderstreits. In: Süddeutsche Zeitung. Nr. 194 vom 24. August 2010, S. 11.